# Joan Baez
Pour les articles homonymes, voir Baez.
Joan Baez (prononcé en français : /ʒɔn bɛz/, en anglais /d͡ʒoʊn baɪˈɛz/), née le 9 janvier 1941 à New York, est une auteure-compositrice-interprète américaine de musique folk.
Joan Baez est l'une des voix des années 1960 et 1970. Cette soprano, souvent surnommée « la reine du folk » ou encore « la madone des pauvres gens », impose Bob Dylan et ses chansons au public américain ainsi qu'au monde entier. Son œuvre, qui comprend de nombreuses reprises, est variée, allant des ballades anglo-irlandaises au gospel. Un de ses titres les plus connus en France est Here's to You, sorti en 1971. Très présente sur les scènes mondiales, elle participe à des événements musicaux majeurs tels que le festival de folk de Newport, le festival de Woodstock, ou encore le Live Aid de 1985.
Artiste engagée, notamment contre la guerre et l'injustice sociale, elle est amie et soutien du pasteur Martin Luther King, et multiplie les apparitions lors de manifestations ayant des revendications sociales ou pacifistes. On peut citer, entre autres, les marches pour les droits civiques sur Washington, les manifestations antiségrégationnistes de l'Alabama, ou encore la visite de camp de prisonniers de guerre américains sous le feu des bombardements pendant la guerre du Viêt Nam.

## Biographie

### Enfance
Le père de Joan, Albert Baez (1912-2007), naît à Puebla au Mexique du révérend Alberto Baez. Albert a deux ans lorsque son père se convertit du catholicisme au méthodisme pour devenir pasteur aux États-Unis. Il grandit à Brooklyn, où son père prêche à la communauté hispanophone. Il pense devenir pasteur, puis se tourne vers l'étude des mathématiques et de la physique. 
Albert Baez obtient son doctorat de physique à l'université Stanford. Il est le co-inventeur du microscope à rayons X, et l'auteur d'un manuel de physique couramment utilisé aux États-Unis. Il refuse de travailler au « projet Manhattan » pour construire la bombe atomique à Los Alamos. Cette décision aura une influence profonde sur sa fille, la jeune Joan. Il refuse également tout travail dans le secteur de la Défense pendant la guerre froide.
La mère de Joan Baez, Joan Brydge (1913-2013), est née à Édimbourg, en Écosse. Elle est la deuxième fille d'un prêtre de l'Église épiscopalienne écossaise descendant de la lignée des ducs de Chandos (en) qui remonte au XIVe siècle.
Les parents de Joan Baez se rencontrent lors d'une soirée au lycée de Madison, New Jersey, et se marient. Ils s'installeront en Californie et se convertiront au quakerisme pendant l'enfance de Joan.

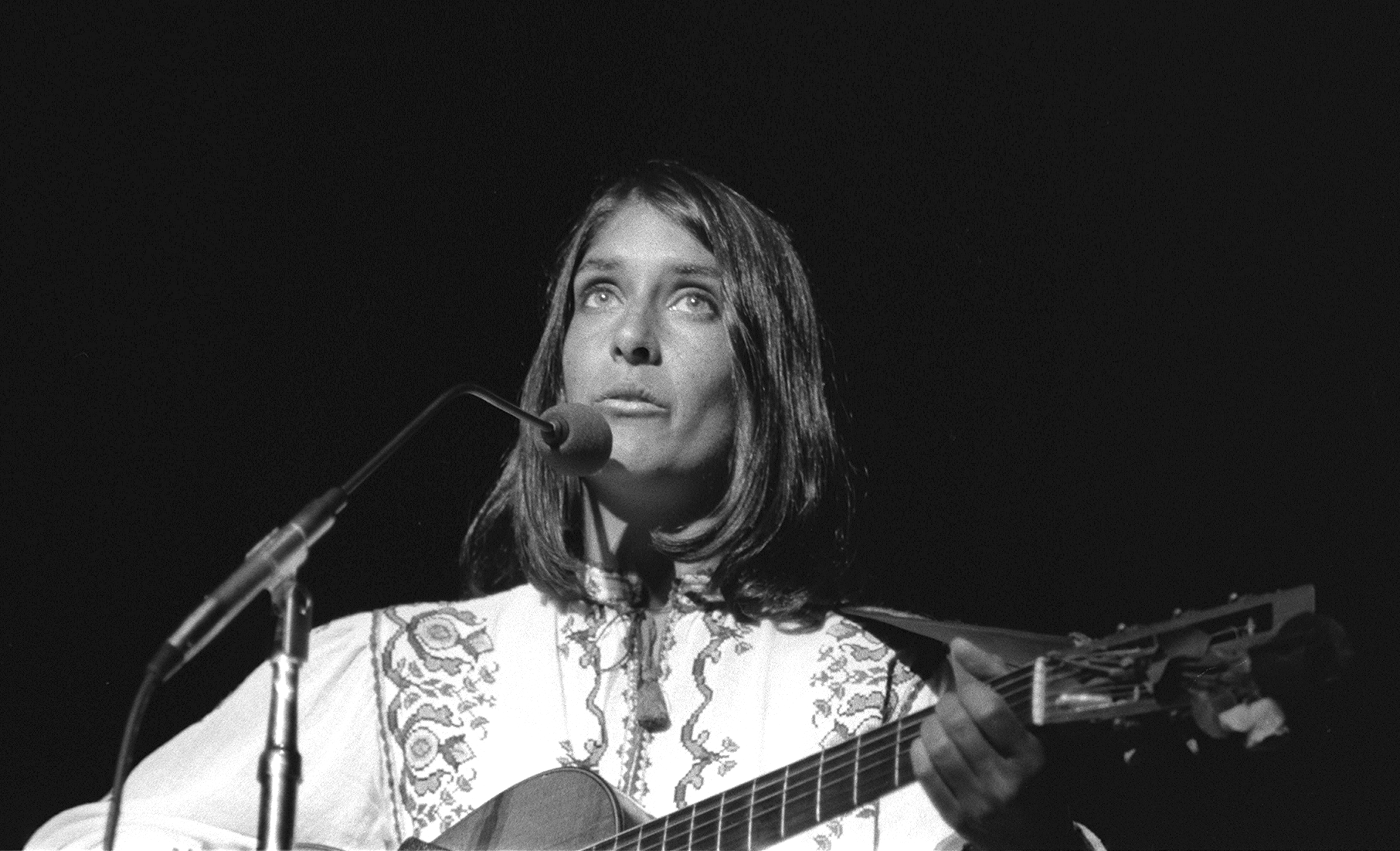
Mimi, la sœur cadette de Joan.

Joan Baez naît à Staten Island, New York, le 9 janvier 1941. Elle a deux sœurs : l'aînée Pauline (1938-2016) et la cadette Mimi (1945-2001).
Pauline se mariera avec le peintre Brice Marden en 1960 et divorcera quelques années plus tard. Leur fils est le musicien Nick Marden. Pauline se remariera et aura une fille, Pearl Bryan.
Mimi Baez est chanteuse, guitariste et militante, fondatrice de l'organisation Bread and Roses. Elle se mariera avec le chanteur et parolier Richard Fariña qui meurt dans un accident de moto en 1966 peu de temps après avoir publié son seul roman. Mimi se remariera en 1968 avec Milan Melvin au Big Sur Folk Festival. Joan a écrit la chanson Sweet Sir Galahad à leur intention. Mimi meurt en juillet 2001 d'un cancer neuro-endocrinien.
En raison du travail d'Albert dans l'enseignement et pour l'UNESCO, la famille voyage beaucoup, et vit dans diverses villes des États-Unis, aussi bien qu'à l'étranger : France, Suisse, Italie, Moyen-Orient et en particulier en Irak en 1951. Joan, âgée de dix ans, est témoin de mauvais traitements envers les personnes et a été profondément marquée par la pauvreté de la population locale. Elle a écrit plus tard avoir senti une affinité avec les mendiants dans les rues de Bagdad, et la douleur de ces personnes est devenue une « partie » d'elle.[réf. nécessaire]
Elle est diplômée de Peninsula School et Palo Alto High School (en) — son fils, Gabriel Harris, fréquenta également la Peninsula School.

### Carrière musicale

#### Début de carrière

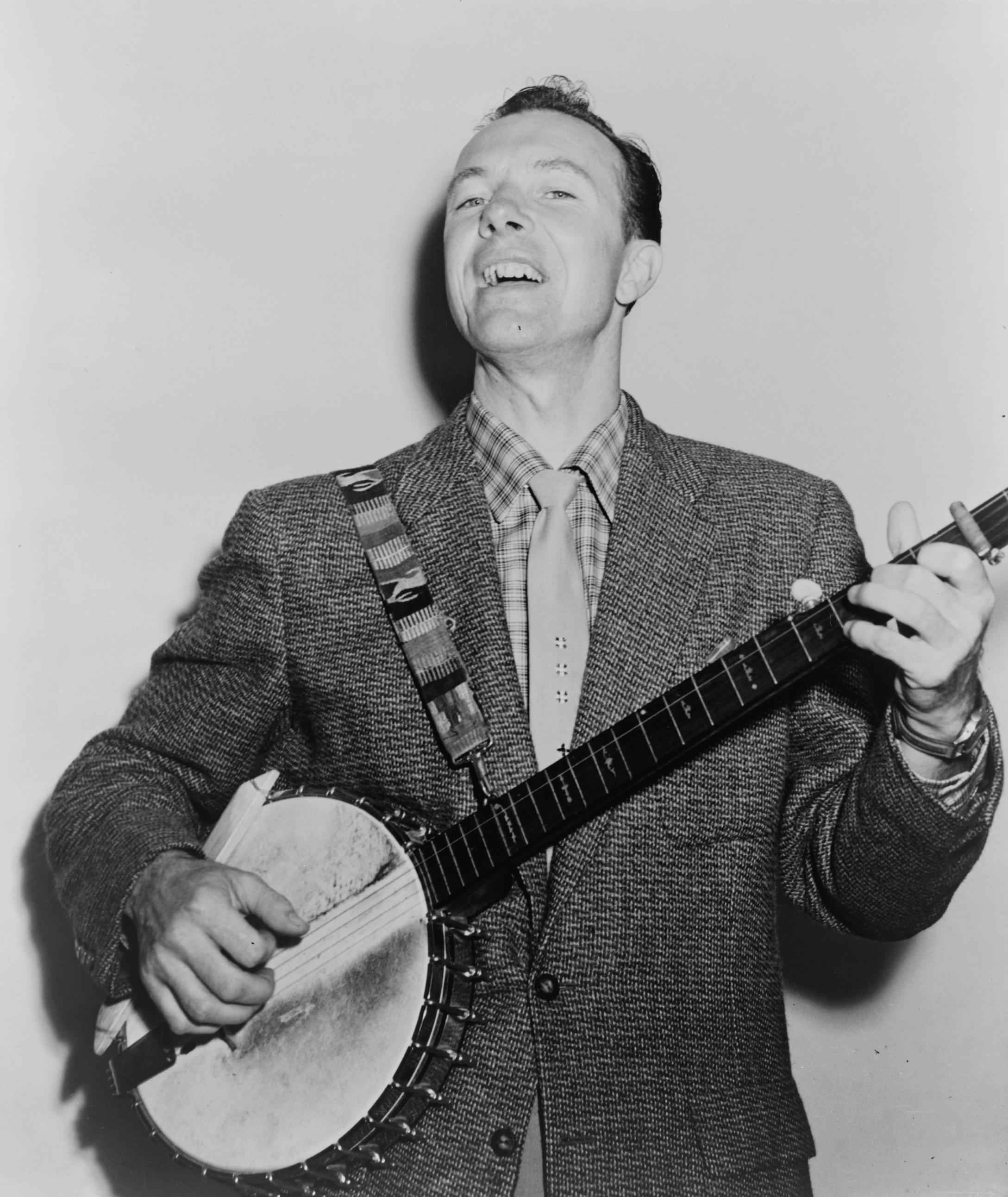
Pete Seeger, musicien qui donna à Baez la vocation de la musique folk.

Un ami du père de Joan lui offre un ukulele. Elle apprend ainsi à jouer avec quatre cordes, ce qui lui permet de jouer des morceaux de rhythm and blues, musique qu'elle écoute pendant cette période. Ses parents étaient cependant soucieux qu'elle ne tombe pas dans une vie d'artiste pleine de toutes sortes d'addictions. À 13 ans, elle assiste à un concert du musicien folk Pete Seeger, elle est fortement attirée par cette musique et commence rapidement à jouer son répertoire en public. En 1957, Joan Baez achète sa première guitare acoustique.
En 1958, Albert Baez accepte un poste d'enseignant au Massachusetts Institute of Technology. La famille s'installe à Belmont dans la banlieue de Boston. Cet endroit est alors le centre de la scène émergente folk. Joan Baez se produit en public comme artiste de rue à Boston et aux alentours de Cambridge. On peut l'écouter dans des cafés et elle fréquente l'université de Boston. Elle enregistre en juin 1958 à San Francisco La bamba. Toujours la même année, elle donne son premier concert au Club 47 à Cambridge. 
Elle pense à prendre un pseudonyme, hésitant entre Rachel Sandperl, en hommage à son mentor de longue date, le « gourou » pacifiste Ira Sandperl (mort en 2013 à 90 ans), avec lequel elle fondera une école de méditation sur la non-violence, installée à Carmel en Californie. Elle songe aussi à prendre le pseudonyme de Mariah, en référence à une chanson célèbre de Werner et Loewe intitulée Ils donnent au vent le nom de Mariah dont le titre renvoie à l'étonnant « roman météorologique » de George Rippey Stewart Maria la tempête. Cependant elle opte finalement pour son vrai nom, soucieuse qu'on lui reproche l'abandon de son nom d'origine hispanique. Malgré une audience confidentielle, elle est engagée deux fois par semaine pour 20 dollars le concert.
Quelques mois plus tard, Joan Baez et deux autres passionnés de musique folk enregistrent un album dans le sous-sol de la maison d'un ami. Il sort sous le titre Folksingers 'Round Harvard Square. Plus tard, Baez assiste à un concert du musicien Bob Gibson et de la star de la musique folk, Odetta, qui l'encouragent à poursuivre dans cette voie. En 1959, Gibson invite Joan à chanter deux duos avec lui au Festival de folk de Newport, Virgin Mary Had One Son et We Are Crossing Jordan River. La performance de Baez est saluée, et amène la chanteuse à signer avec la maison de disques Vanguard Records, bien qu'elle ait aussi intéressé Columbia Records.

#### Révélation

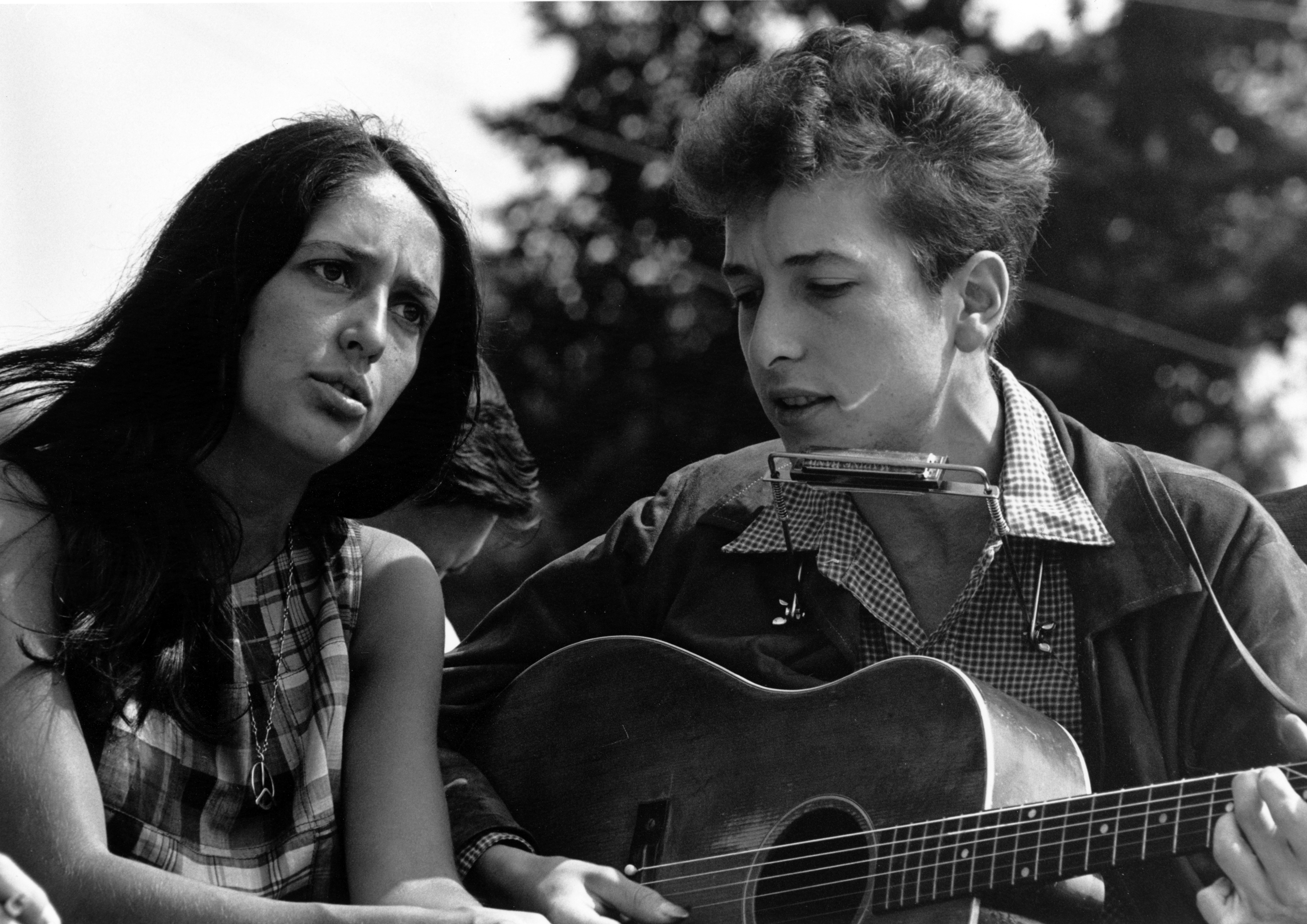
Joan Baez et Bob Dylan en 1963.

Ce concert et cette signature lancent sa carrière professionnelle, à la suite de quoi elle enregistre son premier album pour une maison de disques, Joan Baez, en 1960. Le disque est produit par Fred Hellerman du groupe the Weavers. Ce premier disque, recueil de ballades traditionnelles folks, blues et complaintes se vend très bien. L'album contient des ballades de Francis James Child telle Mary Hamilton. On peut aussi noter la chanson El Preso Numero Nueve, entièrement chantée en espagnol.
En 1961, son deuxième album, Joan Baez, Vol. 2, obtient un Disque d'or. Le contenu de l'album est toujours dans la veine folk traditionnelle. Les deux albums suivants, Joan Baez in Concert, Part 1 (1962) et Joan Baez in Concert, Part 2 (1963), feront de même. On peut noter que ces deux derniers albums live contiennent uniquement des chansons inédites contrairement à la plupart des albums de concert. C'est sur Joan Baez in Concert, Part 2 qu'apparaissent pour la première fois des chansons de Bob Dylan. La première partie des années 1960 voit ainsi Joan Baez émerger à la tête de l’American roots revival où elle fait des émules tels que Judy Collins, Emmylou Harris, Joni Mitchell et Bonnie Raitt.
De son cinquième album, Joan Baez/5 (1964), la chanson There but for Fortune, reprise du titre de Phil Ochs, atteint la 50e place dans le classement Billboard. En 1965, sur son sixième album, Farewell Angelina, Baez fait intervenir d'autres instruments, telle une guitare électrique. Plusieurs chansons sont issues de compositions de Dylan, notamment It's All Over Now, Baby Blue et Farewell Angelina. Les chansons de folk traditionnelles, comme Wild Mountain Thyme, sont toujours de mise.

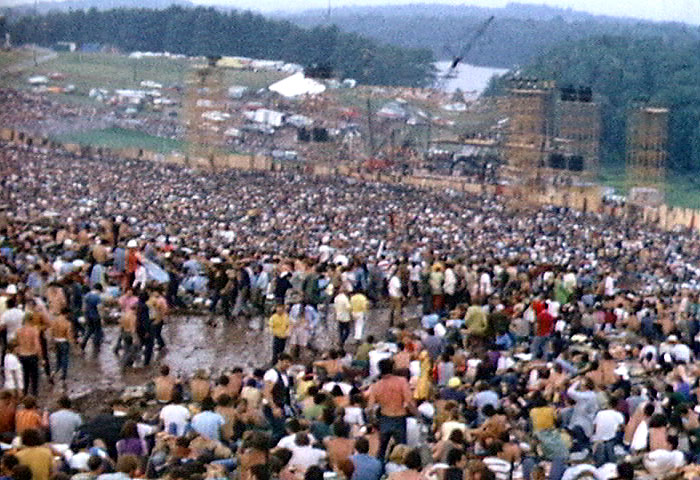
Le Festival de Woodstock qui donne une notoriété internationale à Joan Baez.

Pour les trois albums suivants (Noël, Joan et Baptism: A Journey Through Our Time, sortis respectivement en 1966, 1967 et 1968), elle fait appel au compositeur classique Peter Schickele, qui propose une orchestration classique. Si l'album Noël a un contenu traditionnel, Baptism est proche de l'album concept : Baez y lit et chante des poèmes écrits par de célèbres poètes, tels James Joyce, Federico García Lorca ou encore Arthur Rimbaud.
En 1968, Joan Baez part pour Nashville, dans le Tennessee, où elle fait une session d'enregistrement « marathon » qui donnera naissance à deux albums. Le premier, Any Day Now, sorti en 1968, est constitué uniquement de reprises de chansons de Bob Dylan. Le second, David's Album, est dédié à son mari David Harris (en), un militant pacifiste opposé à la guerre du Viêt Nam, sur le point d'être emprisonné pour non présentation au service militaire. À la fin de l'année 1968, elle publie ses premiers mémoires, Daybreak. En 1969, son apparition au Festival de Woodstock confirme sa notoriété internationale tant sur le plan musical que politique. À la fin des années 1960, Joan Baez commence à écrire la plupart de ses chansons. On peut citer Sweet Sir Galahad ou encore A Song For David, écrite pour son mari en prison.

#### Années 1970 et fin des années Vanguard

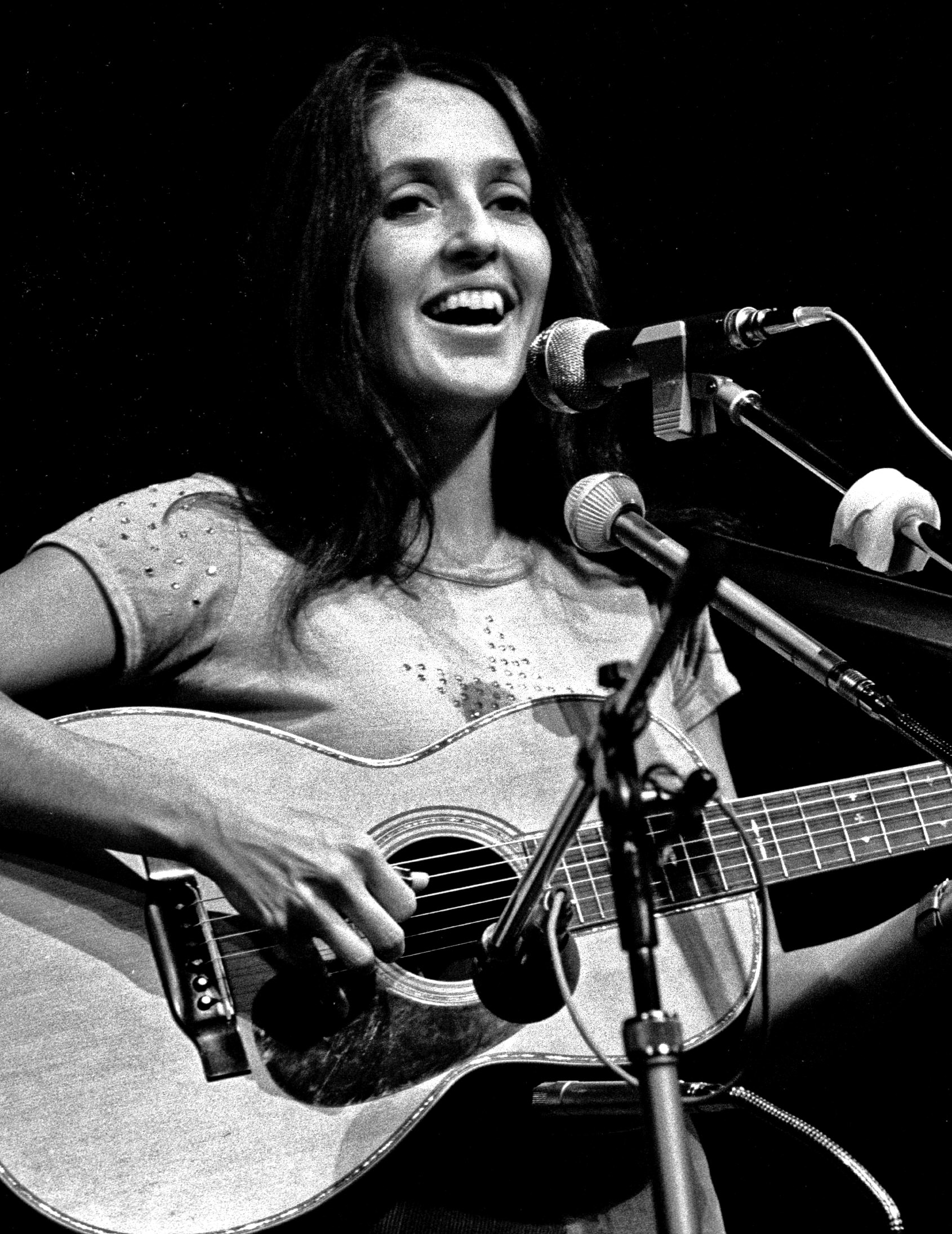
Joan Baez à Hambourg en 1973.

En 1971, après onze ans chez Vanguard, Joan Baez rompt avec la maison de disques. Pendant cette dernière année, elle conclut cette association par l'album disque d'or Blessed Are…. La reprise du titre de Robbie Robertson The Night They Drove Old Dixie Down obtient un grand succès et se classe cinquième au Hit-parade. Avec Come from the Shadows en 1972, elle inaugure son nouveau contrat avec A&M Records. À la fin de l'année 1971, elle retrouve le compositeur Peter Schickele pour l'enregistrement de deux chansons de la bande originale du film de science-fiction sorti l'année suivante Silent Running : Silent Running et Rejoice in the Sun.
En 1973, Joan Baez sort l'album Where Are You Now, My Son? qui contient notamment une unique chanson de 23 minutes sur la face B. Cette chanson se compose de spoken word et de bruits enregistrés lors des bombardements de Hanoï. Avec Gracias a la Vida en 1974, Joan Baez sort son premier album entièrement en langue espagnole. Le titre fait référence à la chanson (reprise dans l'album) de l'artiste folk chilienne Violeta Parra, l'album est un succès aux États-Unis ainsi qu'en Amérique latine. Il inclut aussi une reprise du titre mexicain Cucurrucucu paloma.
Flirtant avec la musique pop, elle conçoit l'album Diamonds and Rust en 1975. C'est le plus grand succès commercial de Joan Baez. Le titre principal Diamonds and Rust (en) atteint le top 10 des singles. Après l'album studio Gulf Winds et le live From Every Stage en 1976, Joan Baez change à nouveau de maison de disques. Elle signe chez CBS Records et enregistre Blowin' Away en 1977 et Honest Lullaby en 1979 avec cette maison de disques,.

#### Années 1980 et 1990

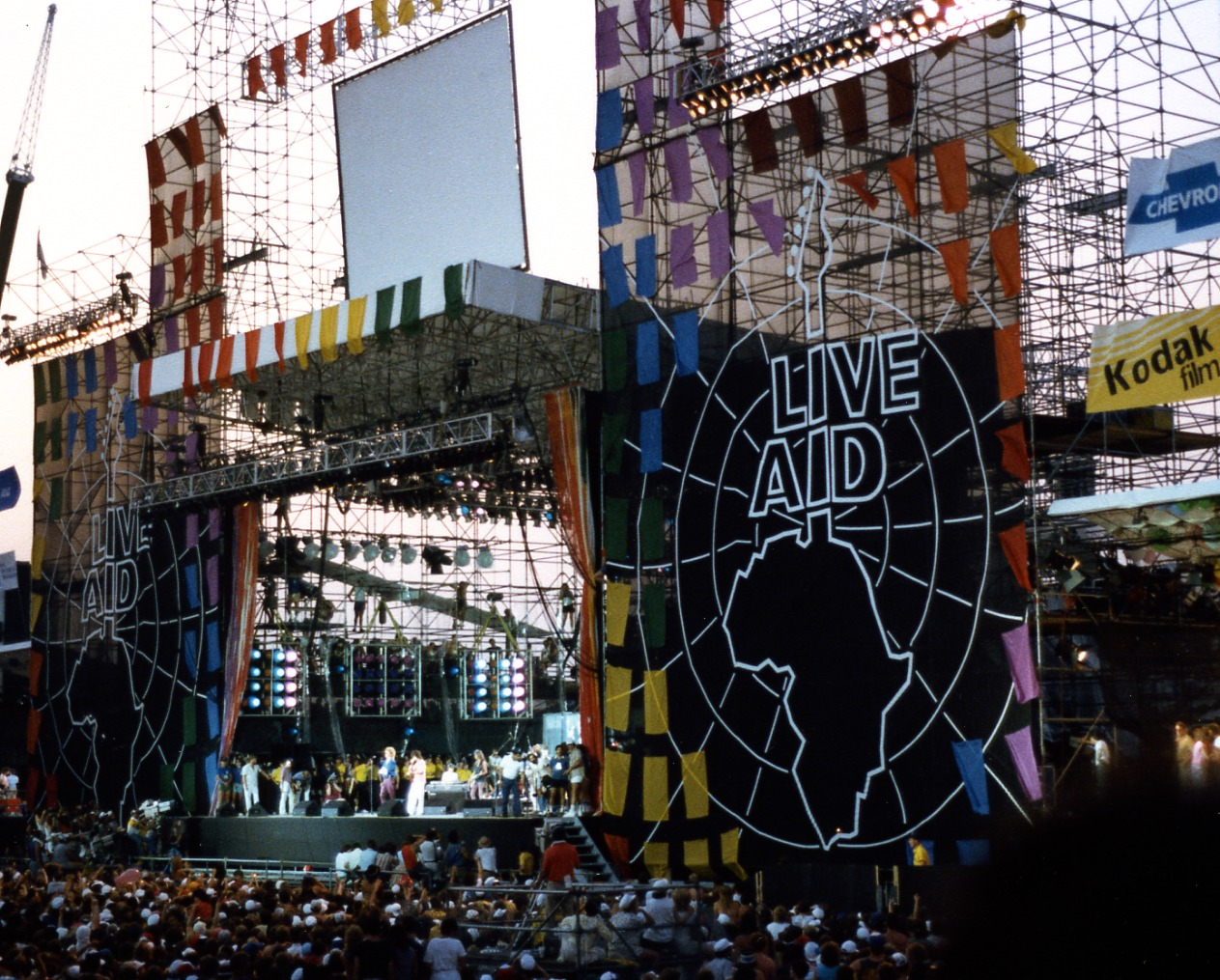
Live Aid de Philadelphie auquel Joan Baez participe en 1985.

En 1983, Joan Baez fait une apparition remarquée aux Grammy Awards en y interprétant la chanson phare de Bob Dylan Blowin' in the Wind. Elle participe à beaucoup de manifestations musicales de solidarité, notamment le Live Aid de 1985, ainsi que les tournées A Conspiracy of Hope et Human Rights Now ! organisées par Amnesty International. Elle est pendant cette période sans maison de disques. L'album live Live Europe 83 ne sortira pas commercialement aux États-Unis. Son album suivant, Recently, réalisé en studio, n'est publié qu'en 1987 par son nouveau label Gold Castle Records (en).
Poursuivant sa collaboration avec Gold Castle, elle enregistre deux albums : Speaking of Dreams en 1989 et Brothers in Arms en 1991. Par la suite, elle s'engage avec le label Virgin Records et enregistre l'album Play Me Backwards en 1992. Cet album est nommé au Grammy Awards dans la catégorie meilleur album de folk contemporaine (Best Contemporary Folk Album). C'est pour la chanson Stones in the Road, reprise d'un titre de Mary Chapin Carpenter, que Joan Baez enregistre pour la première fois un clip vidéo. Elle change une fois de plus de label en signant avec Guardian, avec qui elle sort l'album live Ring Them Bells en 1995, puis l'album studio Gone from Danger.

#### Années 2000 et 2010

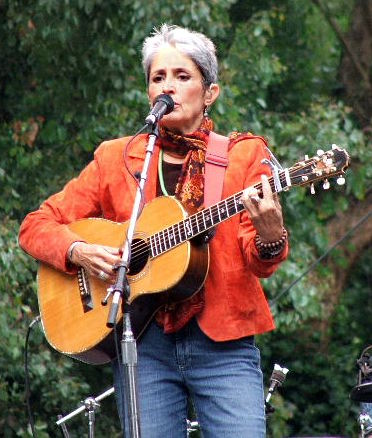
Joan Baez, le 1 octobre 2005.

En 2001, elle fait une incursion au théâtre en endossant le rôle de la Contessa ZinZanni au Teatro ZinZanni à San Francisco. En août de la même année, Vanguard réédite les treize premiers albums de la chanteuse sortis de 1960 à 1971. En 2003, elle devient jurée pour la troisième cérémonie des Independent Music Awards qui promeut des artistes indépendants. Elle sort ensuite l'album Dark Chords on a Big Guitar, le concert qu'elle donne au Bowery Ballroom de New York l'année suivante donne lieu à l'album live Bowery Songs en 2005.
En 2008, Joan Baez sort Day After Tomorrow, son 24e album studio. Il est produit par Steve Earle, lequel est l'auteur de trois chansons dont deux spécialement écrites pour cet album. L'album comprend aussi le titre Henry Russell's Last Words de Diana Jones. L'album est nommé pour un Grammy Award.
Joan Baez a 77 ans quand elle se lance dans une tournée d’adieux à la scène, The Fare Thee Well Tour qui suscite une grande émotion auprès de ses admirateurs. En France, pour satisfaire la demande, il a fallu programmer quinze dates à l'Olympia en juin 2018 et sept en février 2019, son fils Gabriel Harris fait partie des musiciens. La soprano a expliqué cesser cette activité parce qu’elle sent sa voix décliner et que ses aigus la trahissent.

### Engagements politiques et sociaux
La vie de Joan Baez est jalonnée de nombreux engagements en faveur de mouvements sociaux et d'organisations humanitaires. Dès 16 ans, en 1957, elle s'était engagée dans son premier acte de désobéissance civile. Elle avait refusé de quitter la classe de son école de Palo Alto pour effectuer les exercices d'évacuation dans les abris anti-bombes en pleine guerre froide. Cet épisode lui avait valu une punition et un ostracisme de la part de la population locale, qui la qualifie de « communiste infiltrée. »

#### Mouvement des droits civiques aux États-Unis

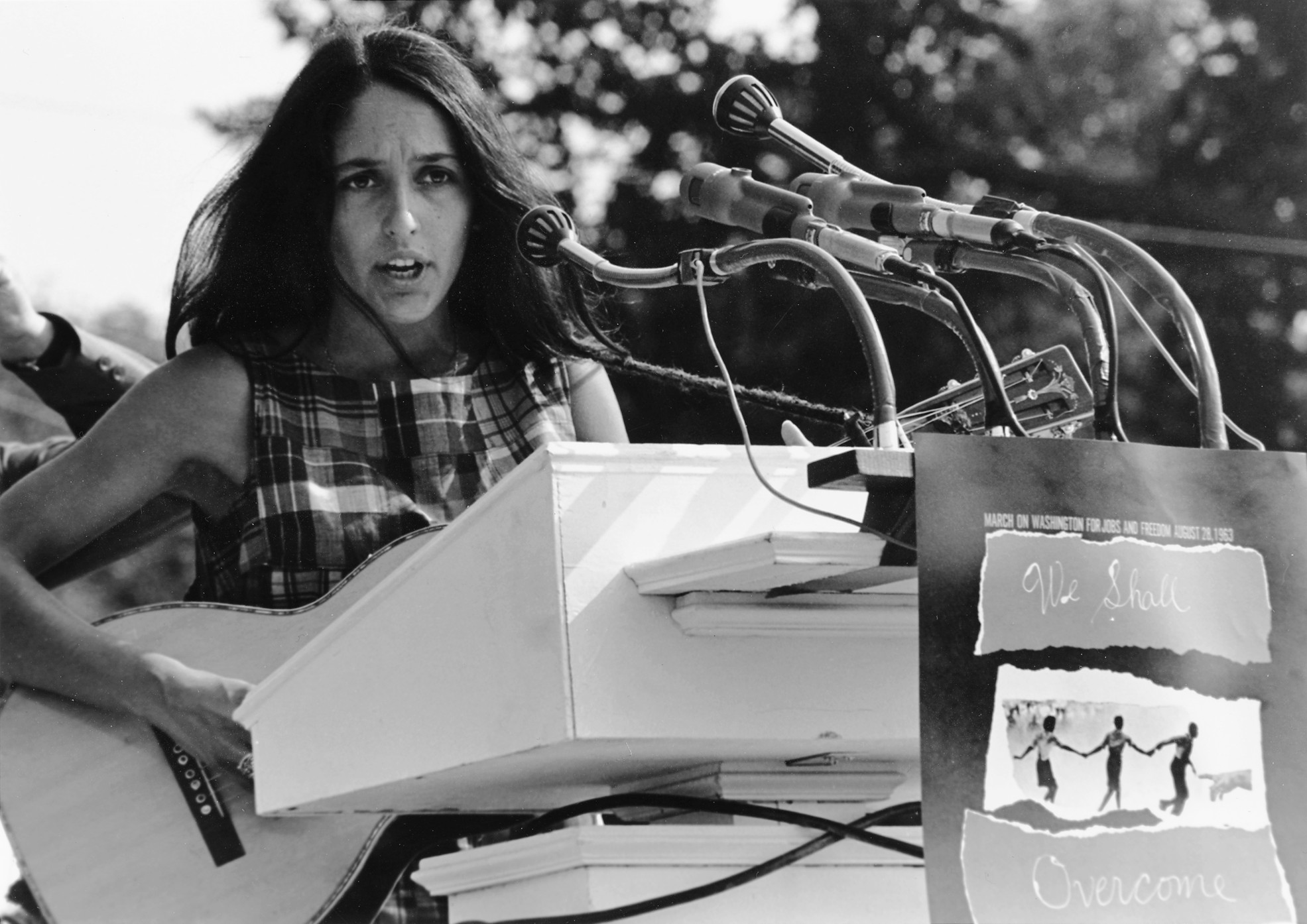
Joan Baez en 1963 lors de la Marche vers Washington.

Le commencement de sa carrière est marqué par le boycott de Hootenany TV qui refuse de diffuser Pete Seeger. Au début des années 1960, le Mouvement des droits civiques prend une grande ampleur. En tant que pacifiste, elle adhère rapidement au mouvement. Joan participe à la Marche vers Washington pour le travail et la liberté en 1963 et y chante notamment We Shall Overcome, chanson qui devient l'hymne du mouvement des droits civils. Elle la rechante à l'Université de Californie à Berkeley à l'occasion d'une action de protestation par le Mouvement pour la liberté de parole, ainsi qu'à de nombreuses reprises lors d'autres rassemblements.
Joan Baez rejoint Martin Luther King lors des Marches de Selma à Montgomery, en Alabama, en 1965.

#### Guerre du Viêt Nam
Après son engagement dans les marches des droits civiques, Joan Baez affiche son désaccord avec la guerre du Viêt Nam. La chanteuse participe à de nombreuses marches contre la guerre et autres actions de protestations. Elle est notamment arrêtée deux fois en 1967 pour avoir bloqué l'entrée nationale de l’Armed Forces Induction Center d’Oakland en Californie,. Elle passe environ un mois en prison. Elle a également des ennuis avec la justice à plusieurs reprises pour son refus de payer l'impôt militaire,,.

« This country has gone mad. But I will not go mad with it. I will not pay for organized murder. I will not pay for the war in Vietnam. »
(Ce pays est devenu fou. Mais je ne veux pas devenir folle avec lui. Je ne veux pas payer pour le crime organisé. Je ne payerai pas pour la guerre au Viêt Nam.) »

— Joan Baez
Elle participe fréquemment aux marches anti-guerre et concerts engagés. On peut citer la Fifth Avenue Peace Parade de 1966 à New York. En 1967, un concert gratuit de Joan Baez en opposition à la guerre est organisé au Washington Monument à Washington par Filles de la Révolution américaine.
En 1972, pendant la période de Noël, Joan Baez fait partie d'une délégation visitant un camp de prisonniers de guerre américains au Nord-Vietnam pour promouvoir les droits de l'Homme ainsi que pour délivrer du courrier aux prisonniers de guerre. Ce voyage coïncide avec le bombardement massif de la ville de Hanoï par les forces américaines pendant onze jours. La chanteuse reste très marquée par cet épisode.

#### Droits humains
Au début des années 1970, Joan Baez rejoint les rangs d'Amnesty International. Sept ans après son action au Nord-Vietnam, elle publie une lettre ouverte dans laquelle elle dénonce le viol des droits humains par les autorités vietnamiennes. Cette publication provoque alors de nombreuses réactions d'opposition de la part de militants de gauche.
La chanteuse fonde sa propre association, Humanitas International, qui dénonce les violations des droits humains. En 1981, alors qu'elle visite le Chili, le Brésil et l'Argentine, elle n'est pas autorisée à chanter car les régimes totalitaires en place dans ces pays ne veulent pas lui donner une tribune d'expression. Après les manifestations de la place Tian'anmen en 1989, Joan Baez écrit la chanson China dans laquelle elle condamne le Parti communiste chinois qui a écrasé des milliers d'opposants au régime.
Après la Révolution sandiniste, elle se rend au Nicaragua, invitée par le ministère de la Culture. Elle profite de l'occasion pour visiter une prison. Elle souhaite connaître les conditions de vie des prisonniers. D'après les conversations qu'elle a avec ces derniers, il lui semble qu'ils sont bien traités.

#### Autres engagements
En mai 1971, Joan Baez offre au profit du Comité international d'aide aux objecteurs de conscience, dont elle est une des fondatrices, les cachets intégraux de ses concerts à Lyon, à Châteauvallon (Var) et à la télévision française. L'émission en direct Télé-Dimanche est interrompue après sa première chanson pour l'empêcher de lire un message en faveur des objecteurs de conscience espagnols emprisonnés,.
On la retrouve à la Fête de l'Humanité, ou encore sur le parvis de Notre-Dame de Paris pour un immense concert de veillée de Noël le 24 décembre 1980 (25 000 spectateurs), avec pour final Blowin' in the Wind repris par les orgues et les cloches de la cathédrale, dédié aux enfants du monde. Les droits de retransmission du concert et des films tournés à cette occasion sont allés à trois organismes différents, dont le comité Humanitas fondé par Joan Baez. Il en sera de même pour le concert donné place de la Concorde à Paris en juillet 1983.
Plus récemment, elle chante le 13 décembre 2005 avec les manifestants contre la peine de mort devant la prison où est détenu Stanley Tookie Williams, condamné à mort de longue date et finalement exécuté. Elle n'abandonne pas ses actions et sa voix unique accompagnée de sa guitare la mène en Europe de l'Est, au Moyen-Orient ou en Amérique du Sud.

### Joan Baez et Bob Dylan
Joan Baez rencontre Bob Dylan en 1961 au Gerde's Folk City, dans le quartier de Greenwich Village à New York. Elle n'est pas impressionnée par Dylan et son air de « Hillbilly urbain », mais cependant fortement intéressée par l'une de ses compositions, Song to Woody (en), et souhaite l'enregistrer. Une relation amoureuse avec des hauts et des bas se noue entre les deux artistes.
En 1963, la chanteuse invite Dylan à chanter avec elle au Newport Folk Festival. Le duo interprète une composition de Dylan : With God on Our Side. C'est le début d'un duo qui se produira sur scène — avec de longues interruptions — jusqu'au milieu des années 1970 lors de la Rolling Thunder Revue. Si au début c'est Joan Baez qui invite Bob Dylan à interpréter ses propres compositions, les rôles s'inversent rapidement.
Avant sa rencontre avec Bob Dylan, Joan Baez reprenait un répertoire « folk » traditionnel ou des chansons engagées connues, telles que Last Night I Had the Strangest Dream (en) ou We Shall Overcome. Pendant la tournée de Dylan au Royaume-Uni, leur relation se délite. Le film documentaire Dont Look Back de D. A. Pennebaker, sorti au cinéma en 1967, relate cette tournée et la fin de la relation amoureuse entre les deux artistes. Malgré leur séparation, ils reprendront ultérieurement leur collaboration. Joan Baez suit ainsi Dylan pendant sa tournée Rolling Thunder Revue en 1975-76. Elle tient aussi un rôle dans le film Renaldo and Clara réalisé par Dylan.
Fortement influencée par cette relation, Baez écrit au moins deux chansons dédiées à Dylan. Dans To Bobby, la chanteuse exhorte Dylan à reprendre son militantisme politique. Le titre Diamonds and Rust (en), qui eut un succès planétaire, s'adresse également à lui, scellant la rupture définitive de tout lien sentimental entre eux.
Dylan et Baez collaborent une dernière fois durant l'été 1984, lors d'une tournée conjointe en Europe à laquelle participe également Carlos Santana. Ils chantent en duo à quelques reprises, mais la relation entre les deux est difficile. C'est pourquoi, après une dizaine de spectacles, Baez décide de quitter la tournée qui se poursuivra sans elle.
En février 2010, Dylan et Baez participent à un concert organisé à la Maison-Blanche pour commémorer la lutte des années 1960 en faveur des droits civiques. Ils ne chanteront cependant pas ensemble.

### Famille et vie personnelle
Entre 1968 et 1973, Joan Baez est mariée à David Harris (en), un militant pacifiste avec lequel elle a un fils, le futur percussionniste Gabriel Harris, né en décembre 1969. Son mari est condamné à trois ans de prison pour son engagement contre la guerre. Le couple se sépare ensuite et divorce. Elle est grand-mère de Jasmine, fille de Gabriel et de son épouse Pamela.
Elle a, au début des années 1980, une relation amoureuse avec le co-créateur d'Apple, Steve Jobs. Un certain nombre de sources ont établi que Jobs aurait envisagé de la demander en mariage, si elle avait été disposée, à presque 40 ans, à avoir des enfants.
Le père de Joan meurt le 20 mars 2007. Elle réside alors dans une maison de Woodside, en Californie, où elle vit avec sa mère, qui meurt le 20 avril 2013 alors qu'elle vient d'avoir 100 ans,.
Joan Baez occupe son temps à méditer, à écrire, « étant proche de la nature ».
L'un de ses cousins, Peter Baez, est un militant de l'utilisation de la marijuana médicale. Un autre cousin, John Baez, est, comme son père, spécialiste de physique mathématique.

## Films et documentaires

### Documentaires
Sa vie et sa carrière publique ont été retracées dans le documentaire How sweet the sound, diffusé le 14 octobre 2009 par la chaîne américaine PBS American Masters. Elle y est reconnue comme une des artistes les plus emblématiques du « folk revival », la « conscience d'une génération » ; il est ensuite diffusé en France.
En 2023, un nouveau documentaire, Joan Baez : À voix haute, sort en salle aux États-Unis, avant d'être édité en streaming et DVD en 2024. Il est composé d'enregistrements audio inédits, de journaux intimes, de films amateurs, de cassettes de thérapie et d'œuvres d’art. L'artiste donne sa propre version de ce qu'a été sa vie publique et privée.

### Film
Dans un Un parfait inconnu, un biopic romancé dédié à Bob Dylan sorti en 2024, c'est l'actrice Monica Barbaro qui interprète son rôle.

## Discographie

Joan Baez en concert à The Egg, à Albany, dans l'État de New York, en mars 2016.

### En solo
- 1960 : Joan Baez
- 1961 : Joan Baez, Vol. 2
- 1962 : Joan Baez in Concert
- 1963 : Joan Baez in Concert, Part 2
- 1964 : Joan Baez in San Francisco (album live)
- 1964 : Joan Baez/5
- 1965 : Farewell, Angelina
- 1966 : Noël
- 1967 : Joan
- 1968 : Baptism: A Journey Through Our Time
- 1968 : Any Day Now
- 1969 : David's Album
- 1970 : One Day at a Time
- 1971 : Carry It On (Bande originale de film)
- 1971 : Sacco et Vanzetti (Bande originale de film), dont Here's to You
- 1971 : Blessed Are…
- 1972 : Come from the Shadows
- 1973 : Where Are You Now, My Son?
- 1974 : Gracias a la vida
- 1975 : Diamonds and Rust
- 1976 : From Every Stage (live)
- 1976 : Gulf Winds
- 1977 : Blowin' Away
- 1979 : Honest Lullaby
- 1984 : Live Europe '83 (live)
- 1987 : Recently
- 1988 : Diamonds & Rust in the Bullring (live)
- 1989 : Speaking of Dreams
- 1992 : Play Me Backwards
- 1995 : Ring Them Bells (live)
- 1996 : Live at Newport (live)
- 1997 : Gone from Danger
- 2003 : Dark Chords on a Big Guitar
- 2005 : Bowery Songs (live)
- 2007 : Ring Them Bells (réédition d'un double disque)
- 2008 : Day After Tomorrow
- 2015 : Diamantes
- 2018 : Whistle Down the Wind (en)

### Compilations
1. Folksingers 'Round Harvard Square (en) (1959)
2. The First 10 Years (en), Vanguard (novembre 1970)
3. The Joan Baez Ballad Book (en), Vanguard (1972)
4. Hits: Greatest and Others (en), Vanguard (1973)
5. The Contemporary Ballad Book (en), Vanguard (1974)
6. The Joan Baez Lovesong Album (en), Vanguard (1976)
7. The Joan Baez Country Music Album (en) (1977)
8. Best of Joan C. Baez (en), A&M (1977)
9. Joan Baez: Classics (en), A&M (1986)
10. Brothers in Arms, Gold Castle (1991)
11. No Woman No Cry, Laserlight (février 1992)
12. Rare, Live & Classic (en) (boxed set), Vanguard (1993)
13. Greatest Hits, A&M (1996)
14. Best of Joan Baez: The Millennium Collection, A&M/Universal (1999)
15. The Complete A&M Recordings, Universal/A&M (2003)
16. How Sweet The Sound, Harmonia Mundi (2009) Publications

## Ouvrages
- Le lever du Jour, Éditions Stock, 1968 Titre original Daybreak — An Intimate Journal, éditions the Dial Press (en), New York,  1968
- Et une voix pour chanter — Mémoires, Presses de la Renaissance  (ISBN 2-85616-453-6), 1988 Titre original And a Voice to Sing, éditions Summit Books, New York, 1987
- Am I pretty when I fly? - An album of upside down, Éditions David R. Godine,  (ISBN 1567927548), 2023
- When you see my mother, ask her to dance: poems, Éditions David R. Godine,  (ISBN 1567928013), 2024

## Distinctions
- 1975 : prix Thomas-Merton
- 1980 : Docteure honoris causa de l'université Rutgers[56]
- 1983 : chevalier de la Légion d'honneur
- 2007 : Lifetime Achievement Award lors de la 49e cérémonie des Grammy Awards
- 2010 : Ordre des Arts et des Lettres (es), Espagne
- 2015 : conjointement avec le dissident chinois Ai Weiwei, Joan Baez reçoit le prix Ambassadeur de la conscience décerné par l'ONG Amnesty International. Ce prix est décerné à des personnes ayant défendu et amélioré la cause des droits humains au cours de leur vie[57].

### Filmographie
- Joan Baez — How sweet the sound, film documentaire de Mary Wharton, États-Unis, 2009, 85 minutes (version française diffusée sur ARTE le 8 juillet 2010)
- Joan Baez : À voix haute est un film documentaire de Miri Navasky, Karen O’Connor et Maeve O’Boyle, sorti en 2023 aux États-Unis et édité par Magnolia Pictures.